# René Brunel
René Brunel war in den 1920er Jahren ein französischer Zivilbeamter (Contrôleur civil suppléant bzw. directeur des services municipaux) in Meknès im nördlichen Marokko, wo sich das Mausoleum des Sidi Mohammed ben Aïssâ (1465–1523), des Gründers der volksislamischen Aissaoua (ʿĪsawīya)-Bruderschaft, befindet.
Brunel ist Verfasser wichtiger Monographien über die marokkanischen Sufiorden der Aissaoua und Heddawa. Sein Werk über die religiöse Bruderschaft der Aissaoua gilt als ethnographischer Klassiker.

## Werke
- Essai sur la confrérie religieuse des ’Aîssâoûa au Maroc. 1926
- Le monachisme errant dans l’Islam. Sidi Heddi et les Heddawa (Publications de l'Institut des Hautes Études Marocaines XLVIII), Paris 1955